# Иглика Василева
Иглика Илиева Василева е една от най-изтъкнатите литературни преводачки в България, известна с над 60 произведения, преведени от английски, сред които епохални заглавия като „Одисей“ на Джеймс Джойс, „Александрийски квартет“ на Лорънс Дърел, „Дни образци“ на Майкъл Кънингам или „Към фара“ на Вирджиния Улф.

## Биография
Родена е в София през 1947 г. в София. Завършва през 1970 г. Софийския държавен университет, специалност английска филология.

## Признание и награди
Носителка на наградата на Съюза на българските преводачи за 1993, 1998 и 2006 година; на награда на Министерство на културата за 1998 г.; на националната награда „Христо Г. Данов“, раздел превод, за 2003 и 2004 г.; на наградата на Столична община за ярки постижения в областта на културата, раздел „Литература“, за 2010 г., и на националната награда за художествен превод „Стоян Бакърджиев“ за 2016 г.
Носител е също на наградата за превод на съвременен англоезичен роман „Кръстан Дянков“ за 2008 (за превода ѝ на „Морето“ на Джон Банвил), 2011 (за превода ѝ на две книги – „Дневник на една лоша година“ от Дж. М. Кутси („Жанет 45“) и на „Хомър и Лангли“ от Е. Л. Доктороу) и 2015 г. (за превода ѝ на „Недосегаемият“ от Джон Банвил).